# La Liga 1964–65
La Liga 1964-65 là mùa giải thứ 34 của La Liga kể từ khi nó được thành lập, bắt đầu từ ngày 13 tháng 9 năm 1964 và được kết thúc vào ngày 18 tháng 4 năm 1965. Giải đấu bao gồm các câu lạc bộ sau:
| - Atlético Bilbao - Atlético Madrid - CF Barcelona - Betis - Córdoba CF - Deportivo de La Coruña - Elche CF - RCD Español |  | - UD Las Palmas - Levante UD - Murcia - Real Madrid - Real Oviedo - Sevilla CF - Valencia CF - Zaragoza |

## Bảng xếp hạng
| Vị trí | Câu lạc bộ             | Số trận | T  | H  | Th | BT | BB | Điểm | HS  |                                 |
| ------ | ---------------------- | ------- | -- | -- | -- | -- | -- | ---- | --- | ------------------------------- |
| 1      | Real Madrid            | 30      | 21 | 5  | 4  | 64 | 18 | 47   | 46  | Vô địch La Liga                 |
| 2      | Atlético Madrid        | 30      | 20 | 3  | 7  | 58 | 27 | 43   | 31  |                                 |
| 3      | Zaragoza               | 30      | 19 | 2  | 9  | 60 | 37 | 40   | 23  |                                 |
| 4      | Valencia CF            | 30      | 17 | 4  | 9  | 59 | 37 | 38   | 22  |                                 |
| 5      | Córdoba CF             | 30      | 16 | 3  | 11 | 36 | 34 | 35   | 2   |                                 |
| 6      | CF Barcelona           | 30      | 14 | 4  | 12 | 59 | 41 | 32   | 18  |                                 |
| 7      | Atlético Bilbao        | 30      | 13 | 6  | 11 | 36 | 41 | 32   | -5  |                                 |
| 8      | Elche CF               | 30      | 14 | 3  | 13 | 38 | 43 | 31   | -5  |                                 |
| 9      | UD Las Palmas          | 30      | 11 | 7  | 12 | 36 | 43 | 29   | -7  |                                 |
| 10     | Sevilla CF             | 30      | 11 | 4  | 15 | 38 | 50 | 26   | -12 |                                 |
| 11     | RCD Español            | 30      | 12 | 1  | 17 | 37 | 39 | 25   | -2  |                                 |
| 12     | Betis                  | 30      | 8  | 7  | 15 | 33 | 45 | 23   | -12 |                                 |
| 13     | Murcia                 | 30      | 5  | 13 | 12 | 28 | 49 | 23   | -21 | Đấu trận playoff                |
| 14     | Levante UD             | 30      | 8  | 5  | 17 | 37 | 51 | 21   | -14 | Đấu trận playoff                |
| 15     | Real Oviedo            | 30      | 7  | 6  | 17 | 22 | 54 | 20   | -32 | Xuống hạng tới Segunda División |
| 16     | Deportivo de La Coruña | 30      | 6  | 3  | 21 | 18 | 50 | 15   | -32 | Xuống hạng tới Segunda División |

### Trận playoff
| Trận sân nhà: |     |                |
| Murcia        | 2-2 | CE Sabadell FC |
| CD Málaga     | 4-2 | Levante UD     |

| Trận sân khách: |     |           |                |
| CE Sabadell FC  | 1-0 | Murcia    | Tổng tỉ số:3-2 |
| Levante UD      | 0-0 | CD Málaga | Tổng tỉ số:2-4 |